# Канепина
Канепина (итал. Canepina) — коммуна в Италии, располагается в регионе Лацио, подчиняется административному центру Витербо.
Население составляет 3095 человек (на 2001 г.), плотность населения составляет 147,66 чел./км². Занимает площадь 20,96 км². Почтовый индекс — 01030. Телефонный код — 0761.
Покровительницей коммуны почитается святая Корона. Праздник ежегодно празднуется 14 мая.